# Barthomley
Barthomley är en ort i Storbritannien och civil parish.   Den ligger i kommunen Cheshire East i riksdelen England, i den södra delen av landet, 230 km nordväst om huvudstaden London. Barthomley ligger 88 meter över havet och antalet invånare är 202.
Terrängen runt Barthomley är platt. Runt Barthomley är det mycket tätbefolkat, med 1 463 invånare per kvadratkilometer. Närmaste större samhälle är Stoke-on-Trent, 13,0 km sydost om Barthomley. Trakten runt Barthomley består i huvudsak av gräsmarker.